# Голицын, Михаил Николаевич (1757)
Князь Михаил Николаевич Голицын (19 (30) мая 1757 — 3 (15) апреля 1827) — ярославский губернатор, действительный статский советник.

## Биография

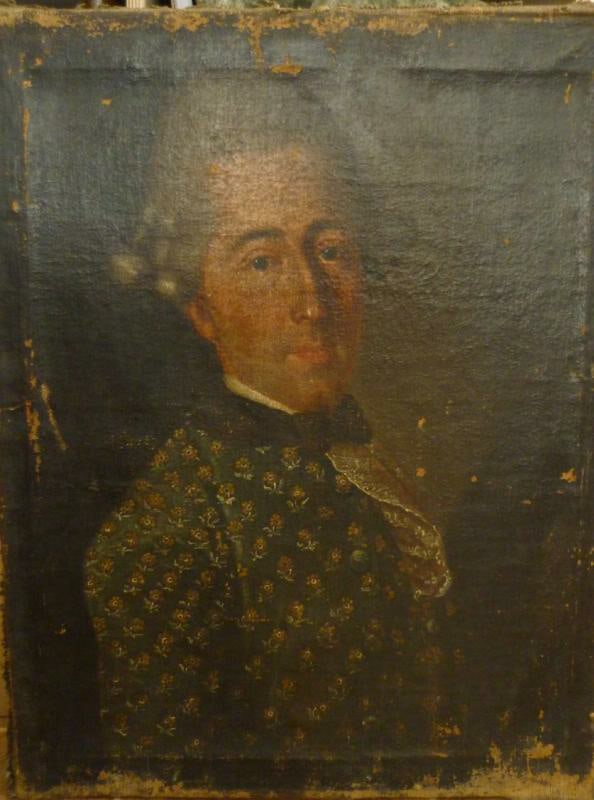
Портрет отца Н. С. Голицына (1712 - 1773)

Сын капитана гвардии князя Николая Сергеевича Голицына (из рода Голицыных, линия Алексеевичей) от второго брака с Екатериной Михайловной Бобрищевой-Пушкиной родился 19 (30) мая 1757 года. Брат Александра Голицына — фаворита Александра I.
Обучался в Пажеском корпусе, по окончании которого в 1773 году стал придворным камер-пажом. В апреле 1777 года зачислен на службу поручиком лейб-гвардии Преображенского полка. На гражданскую службу уволен в 1780 году в чине полковника.
Председатель Ярославской казённой палаты и Ярославский вице-губернатор в 1793—1797 годах. Эстляндский губернатор с 30 января по 30 мая 1797 года. Ярославский губернатор с 10 июня 1801 по 12 января 1817. Продолжил начатое А. П. Мельгуновым благоустройство Ярославля. Во время Отечественной войны 1812 года возглавил учреждённый в Ярославле Комитет Ярославской военной силы. Пожертвовал на Ярославское ополчение 5000 рублей. Действительный статский советник (1817). Почётный опекун Московского воспитательного дома, писатель.
Был награждён орденами до Святой Анны 1-й степени (23.08.1808) и Святого Владимира 2-й степени (27.01.1811).
С 1785 года Михаил Николаевич владел усадьбой Карабиха, он провёл её реконструкцию до современного вида — в дальнейшем она принадлежала поэту Н. А. Некрасову и ныне является его музеем-заповедником.
Умер 3 (15) апреля 1827 года, «в день Воскресения Христова». Похоронен на кладбище Даниловского монастыря в Москве.

## Семья
Был трижды женат: 
Первая жена (с 30.01.1778 года) — Прасковья Петровна Бём (1764—1784), дочь капитана Петра Петровича Бёма, их сын Степан умер во младенчестве.
Вторая жена (с 1786) — Федосья Степановна Ржевская (1760—1795), дочь генерал-поручика С. М. Ржевского, выпускница Смольного института. Умерла совсем молодой и была похоронена вместе с дочерью Софьей (1788—1793) на Урусовском кладбище Толгского монастыря в Ярославле. Сын Николай (1790—1812), штабс-капитан, погиб холостым под Бородином.

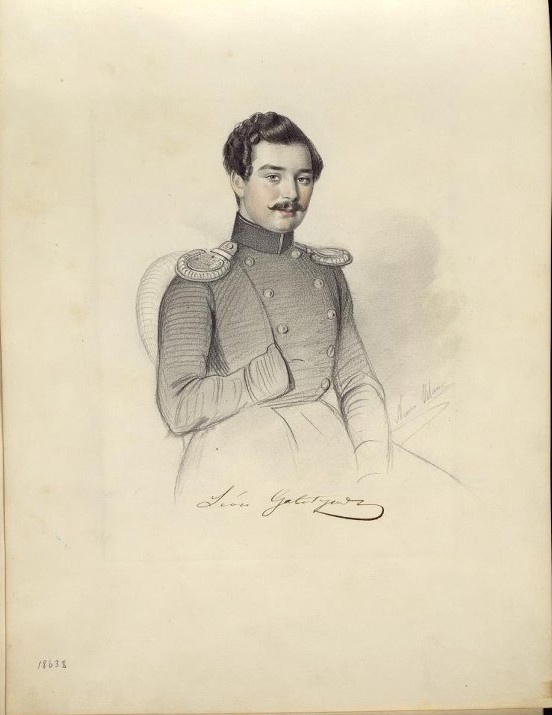
Портерт сына Леонида 1846 г.

Третья жена (с 1796) — Наталья Ивановна Толстая (1774—1841), дочь Ивана Матвеевича Толстого от брака с Аграфеной Ильиничной Бибиковой; единственная сестра графа А. И. Остерман-Толстого. По отзыву современницы, княгиня Голицына была, в своем роде, замечательная женщина по уму, самостоятельному характеру и оригинальному обращению в обществе. Свой дом в Москве она держала открытым и принимала в нём ежедневно с особым радушием все избранного московское общество; тут иногда танцевали, а более занимались музыкой. Похоронена рядом с мужем на кладбище Даниловского монастыря. Дети:
- Александр (1798—1858), камергер, действительный статский советник, почтдиректор в Царстве Польском.
- Валерьян (1803—1859), декабрист, сослан в Сибирь, затем отправлен рядовым на Кавказ.
- Леонид (1806—1860), корнет лейб-гвардии гусарского полка, затем камергер, действительный статский советник.
- Екатерина (1808—09.12.1882),[7] фрейлина двора, замужем с 17 апреля 1827 года[8] за графом Львом Григорьевичем Салтыковым (1802—1857), умерла от воспаления легких.